# Kindle
Kindle är en serie läsplattor från det amerikanska företaget Amazon.com. Läsplattorna finns i varianterna Kindle, Kindle 2, Kindle 3 och Kindle DX. Kindle finns även som programvara för datorer med operativsystemen IOS, Kindle for iPhone,  Microsoft Windows, Kindle for Windows, Mac OS, Kindle for Mac och Android, Kindle for Android, samt även för Blackberry.
Den första Kindleläsaren släpptes i USA den 19 november 2007. 9 februari 2009 släpptes den nya Kindle 2 i USA, följt av en internationellt variant som säljs till hela världen den 19 oktober 2009. Kindle DX, som har en större skärm än Kindle och Kindle 2, släpptes i USA 6 maj 2009. Kindle 3 släppes för hela världen 27 augusti 2010.
Kindle har trådlöst modem som gör det möjligt att handla böcker direkt från apparaten och skärmen är baserad på E Ink-teknik vilket gör att läsupplevelsen är att jämföra med en vanlig bok tryckt på papper.[källa behövs]

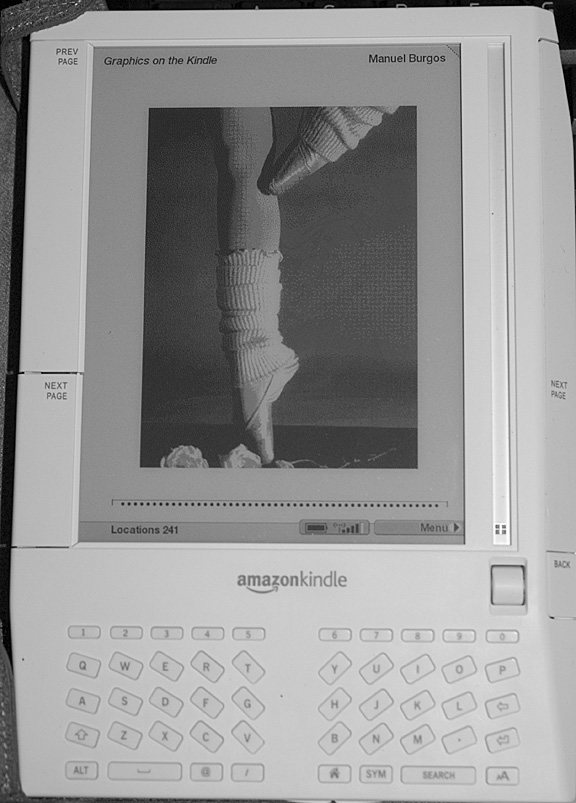
Kindle 1.
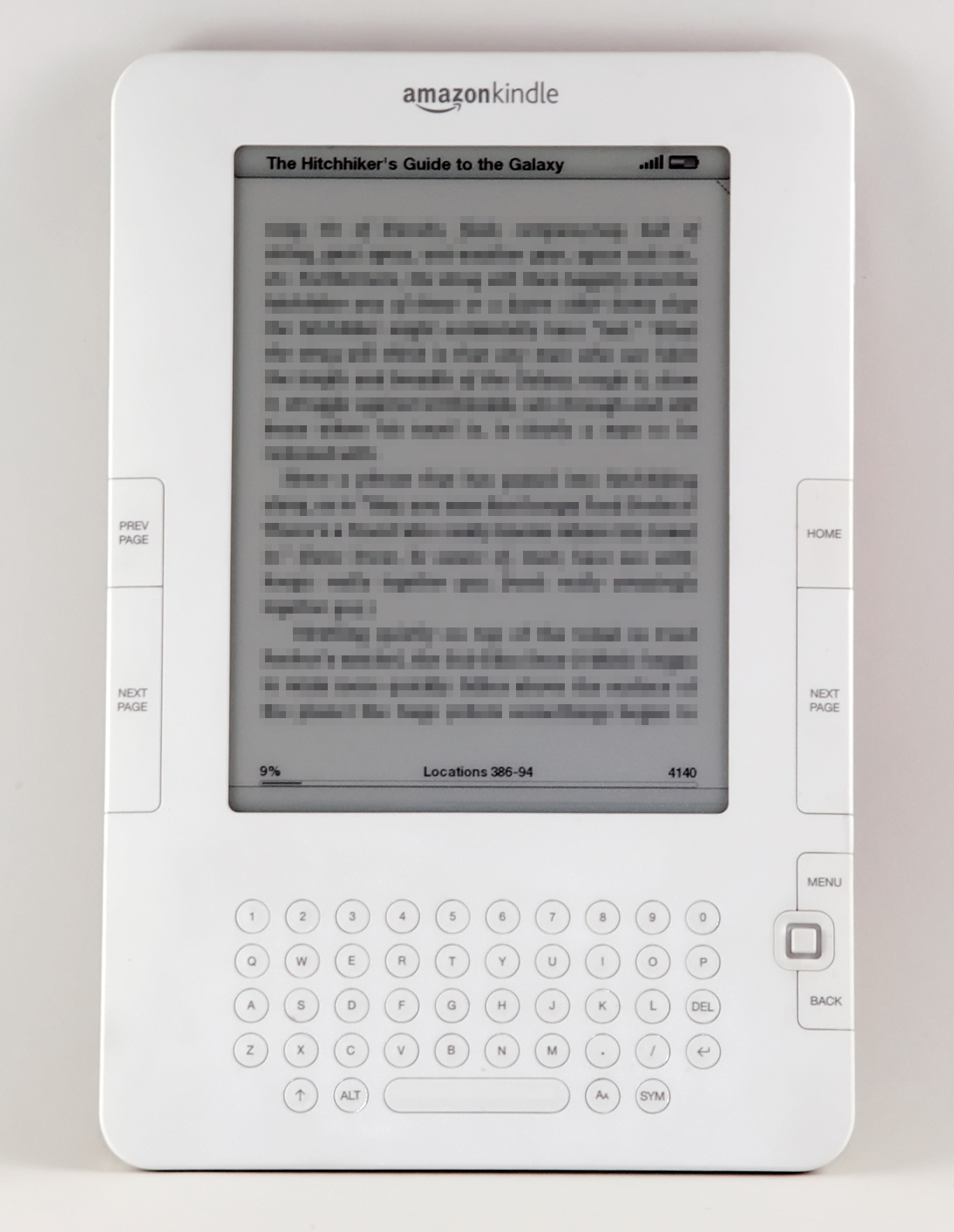
Kindle 2.
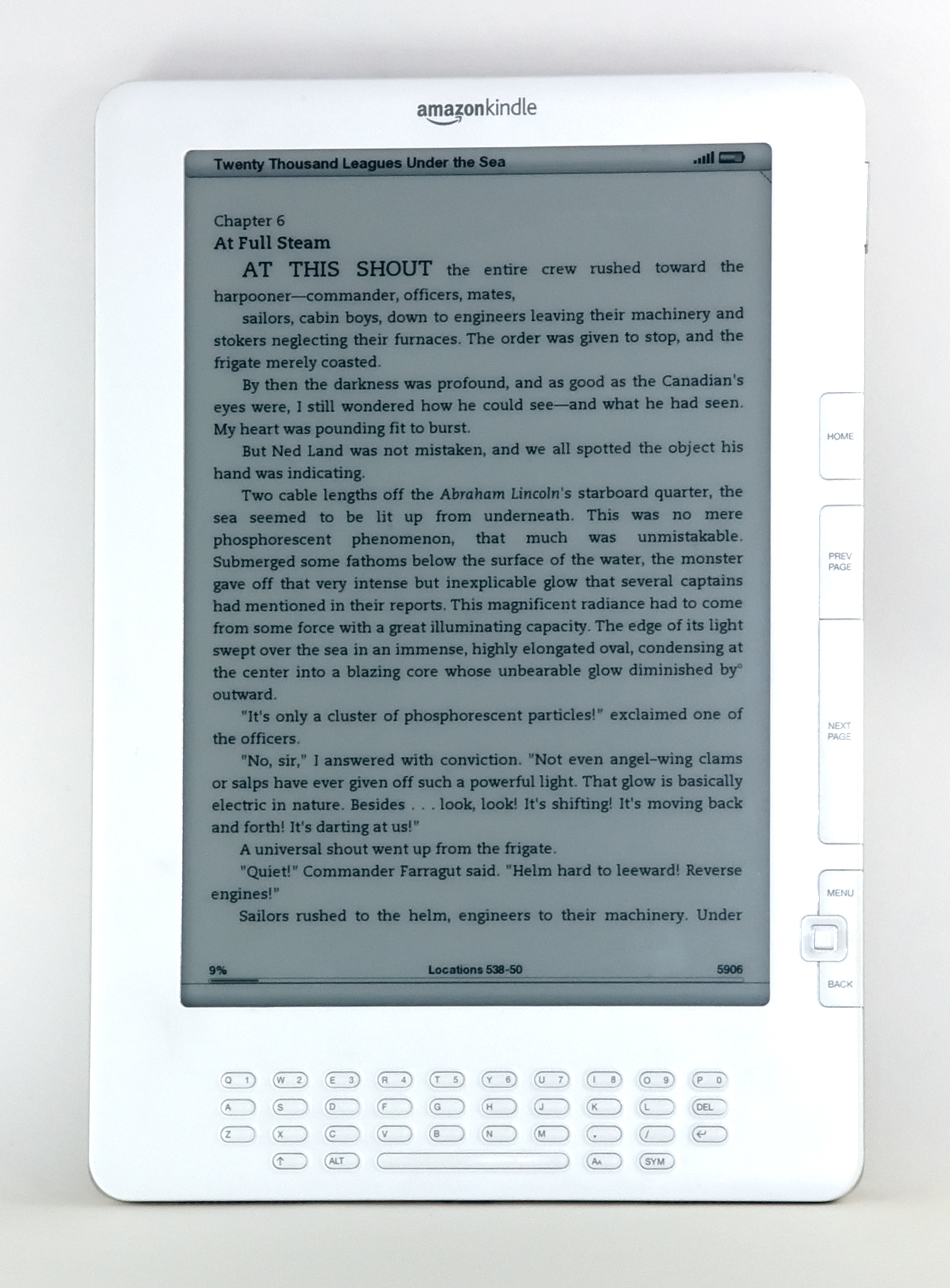
Kindle DX.
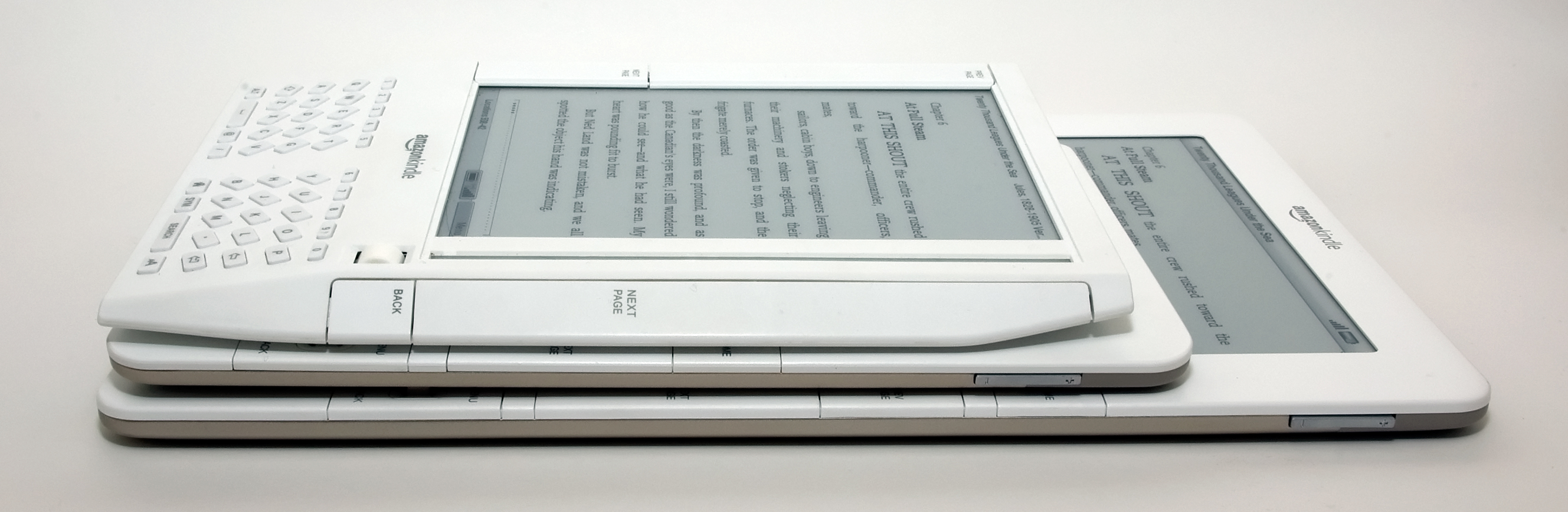
Kindle 1, Kindle 2 och Kindle DX.

## Innehåll
Den ursprungliga Kindleläsaren har stöd för icke DRM-Mobipocket (MOBI, PRC), textfiler (TXT) och Amazons egna DRM-begränsade format (AZW). Läsaren har inte stöd för PDF, men Amazon ger "experimentellt" konverteringsstöd till AZW-format, men reserverar sig för att alla PDF:er inte konverteras korrekt. Läsaren har dock stöd för MP3.
I Kindle 2 finns även support för AAX, och Kindle DX har inbyggt stöd för PDF. I och med version 2.3 av Kindle 2:s firmware har även den inbyggt stöd för PDF.
Böcker till Kindleläsaren säljs framförallt av Amazon själva, men kan även fås från andra källor. Från Amazon kan böcker köpas via en dator eller direkt via läsaren.

### Innehållssidor
| Länk                 | Format                                                    | Trådlös överföring | Trådöverföring | Antal titlar | Anmärkningar                                                                          |
| -------------------- | --------------------------------------------------------- | ------------------ | -------------- | ------------ | ------------------------------------------------------------------------------------- |
| Amazon.com           | AZW                                                       | Ja                 | Ja             | 300 000      |                                                                                       |
| Project Gutenberg    | TXT, MOBI                                                 | Nej                | Ja             | 20 000       |                                                                                       |
| FreeKindleBooks      | MOBI                                                      | Ja                 | Ja             | 1 000        | Mestadels böcker från Project Gutenberg formaterade för Kindle.                       |
| PDFbooks             | PDF                                                       | Nej                | Ja             | 7 000        | Project Gutenberg-böcker i PDF-format.                                                |
| World Public Library | PDF                                                       | Nej                | Ja             | 400 000      |                                                                                       |
| Fictionwise          | eReader, PDF, LIT, .PDB, RB, FUB, KML, LRF, PRC, MOBI IMP | Ja                 | Ja             |              |                                                                                       |
| Mobipocket           | MOBI                                                      | Nej                | Ja             | 120 000      | Många titlar, men endast demonstrationsböcker och fria titlar kan läsas på Kindle.    |
| Webscriptions        | PRC, RB, RTF, LRF, LIT, HTML                              | Ja                 | Ja             | 1 000        | Icke-krypterade böcker.                                                               |
| WOWIO                | PDF                                                       | Nej                | Ja             | 5 000        | Böckerna är gratis om de läses online, för nerladdning av icke-DRM-PDF tas en avgift. |
| FictionPress         | TXT                                                       | Nej                | Ja             | 1 200 000    | Mestadels verk av okända, ej publicerade författare.                                  |
| ManyBooks.net        | AZW                                                       | Nej                | Ja             | 20 000       | Gutenbergböcker i Kindleformat.                                                       |
| Feedbooks            | PDF, PRC LRF, EPUB                                        | Ja                 | Ja             | 4 000        | Dela böcker, självpublicerade böcker.                                                 |
| Munseys              | PRC, HTM, PDF, LIT, LRF, PDB, RB, IMP, EPUB               | Ja                 | Ja             | 28 000       |                                                                                       |
| MobileRead           | PRC, LRF, EPUB                                            | Ja*                | Ja             | 2 500        | Gratis böcker med utgånget upphovsrättsskydd.                                         |
| Länk                 | Format                                                    | Trådlös överföring | Trådöverföring | Titlar       | Anmärkningar                                                                          |

1. ↑  Format i fetstil stödjs av Kindle.
2. 1 2 3 4 5 6 7 8  Endast icke DRM-Mobipocketformat stödjs av Kindle.
3. 1 2 3 4 5  PDF stödjs av Kindle DX och Kindle 2 sedan firware version 2.3.

## Kritik
Kritik har riktats mot Kindle på ett antal punkter. Bland annat har Kindle 2 kritiserats för att den inte har någon minneskortsläsare, vilket begränsar antalet böcker man kan ha tillgång till. Kindle 2 har även kritiserats för att ha dålig kontrast jämfört med den ursprungliga Kindleläsaren.
Kritik har även riktats mot Amazons affärsmodell för distribution av e-böcker.